# Manga melanodonta
Manga melanodonta là một loài bướm đêm trong họ Noctuidae.